# Jatraniwka
Jatraniwka (ukrainisch Ятранівка; russisch Ятрановка Jatranowka) ist ein Dorf im Südwesten der ukrainischen Oblast Tscherkassy mit etwa 2600 Einwohnern (2001).
Das seit dem 18. Jahrhundert bekannte Dorf hieß bis 1945 Psjariwka (Псярівка).
Die Ortschaft liegt an der Mündung des etwa 11 km langen Schurbynzi (Журбинці) in den Jatran (Ятрань), einem 104 km langen, rechten Nebenfluss der Synjucha, 20 km südlich vom Rajonzentrum Uman und etwa 190 km südwestlich vom Oblastzentrum Tscherkassy.
Westlich vom Dorf verläuft die Fernstraße M 05/E 95.
Am 12. Juni 2020 wurde das Dorf ein Teil der neugegründeten Landgemeinde Ladyschynka, bis dahin bildete es die gleichnamige Landratsgemeinde Jatraniwka (Ятранівська сільська рада/Jatraniwska silska rada) im Süden des Rajons Uman.